# 谷口豊和
谷口 豊和（たにぐち とよかず、1980年1月19日 - ）は、日本の実業家。
2023年5月現在、代表取締役。

## 来歴
埼玉県出身。小学生の頃から父の営む谷口工務店にて、仕事の手伝いをする。千葉への転居を経て、1999年千葉県立成東高等学校卒業、千葉工業大学工学部にて土木工学を専攻。子どものころからの夢である大工を目指し、大学時代に父の現場で本格的に見習い修行をするも、リフォーム業界の需要が高まりつつあることや、新規に顧客を開拓する重要性を認識し、リフォーム営業を志す。
2003年大学卒業後、大手リフォーム会社に就職し、営業職として活躍。2011年に退職し、谷口工務店に入社。同年リフォーム事業を手掛ける株式会社ユタカホームを設立し、社長に就任。東京・埼玉・千葉の首都圏および大阪を中心に個人・法人の住宅リフォームを請け負う。

## 人物
・小学生の頃、夏休みになると毎日父の現場に赴き、仕事の手伝いをしていた根っからの建築好きである。
・大学時代、ガソリンスタンドでアルバイトした際、接客能力の高さからエクセレントスタッフに選ばれ、正社員になるよう勧められた。
・同じく大学時代にインカレサークルを発足させ、代表として、個性豊かな仲間をまとめていた。
・社長を務めるユタカホームでは、社員に対し、それぞれの個性を生かすことを心がけるとともに、顧客と直接接する営業スタッフとして、社会人としての規範を考えさせる指導・研修を行っている。
・子どもの頃から建築業界の発展について考えを深め、ユタカホーム設立後は顧客、営業、職人等、建築に関わるすべての人が笑顔になれる、よりよい方法を模索しつつ日々努力を重ねている。